# ليه جولد
ليه جولد (بالإنجليزية: Les Gold)‏ هو شخصية أعمال أمريكي، ولد في 20 يونيو 1950 في ديترويت في الولايات المتحدة.